# Charleville-Mézières
Charleville-Mézières je město na severu Francie v departmentu Ardensko a regionu Grand Est. Má 50 000 obyvatel. Rodiště významného dekadentního básníka Arthura Rimbauda. Vzniklo roku 1966 spojením měst Charleville a Mézières. Charleville bylo známé výrobou mušket. Od roku 1961 se zde každoročně koná mezinárodní festival loutkového divadla.

## Osobnosti
- Edmond-Louis-Alexis Dubois-Crancé (1747–1814), politik a generál
- Arthur Rimbaud (1854–1891), básník
- Félix Savart (1791–1841), fyzik

## Partnerská města
- Dülmen, Severní Porýní-Vestfálsko, Německo
- Euskirchen, Severní Porýní-Vestfálsko, Německo
- Iida, Japonsko
- Mantova, Itálie
- Nevers, Francie
- Nordhausen, Durynsko, Německo